# Francisco Turretini

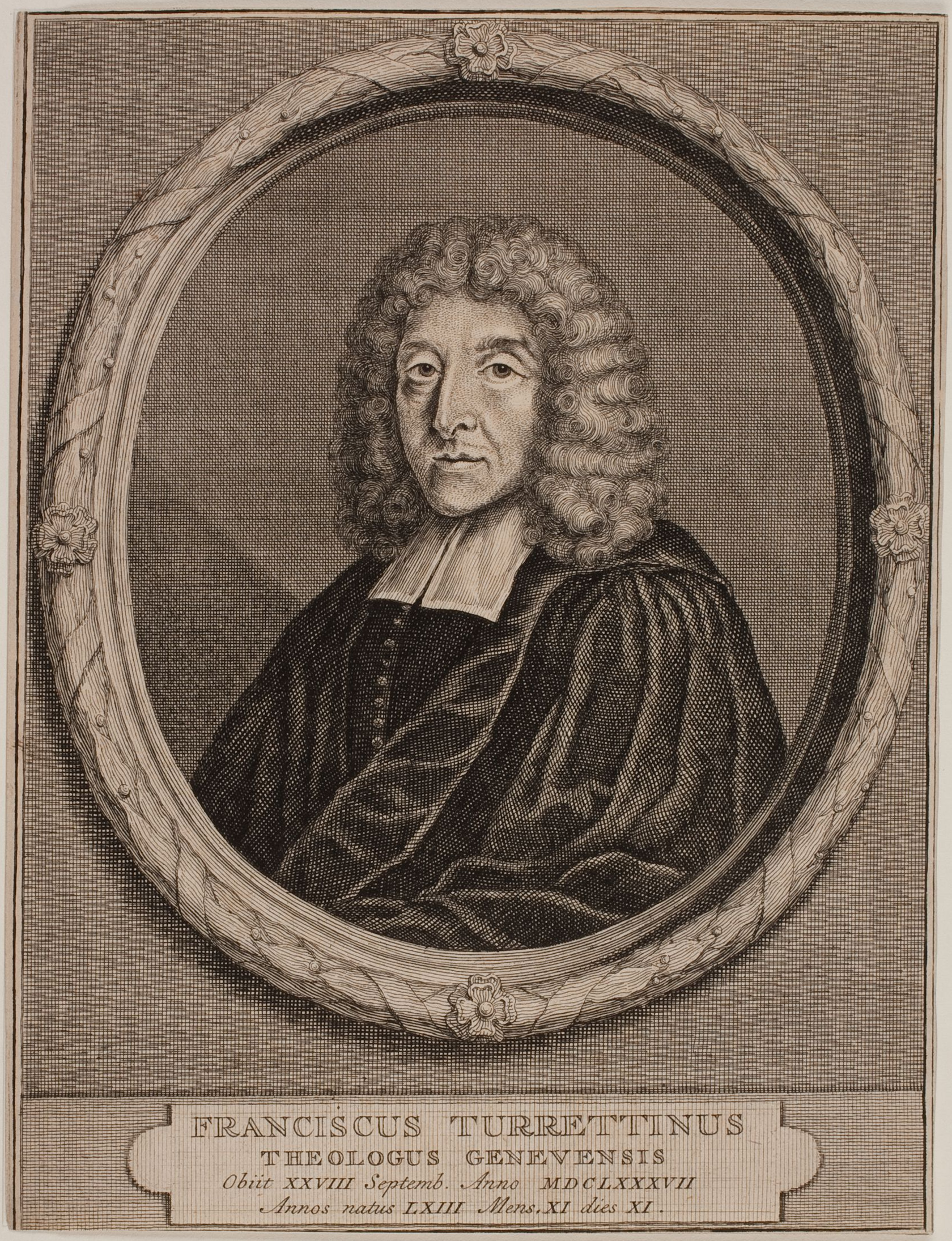
Teólogo e reformador suíço

Francisco Turretini (também conhecido como François Turrettini) era filho de Francesco Turrettini, que saiu de sua Lucca em 1574 e se estabeleceu em Genebra em 1592. Turretini nasceu em Genebra (17 de Outubro de 1623) e ali morreu, em 28 de Setembro de 1687. Educou-se em Genebra, Leiden, Utrecht, Paris, Saumur, Montauban e Nimes. Retornou à sua cidade de nascimento e, em 1648, foi ordenado pastor da igreja italiana que lá existia. Além disso, tornou-se professor de teologia em 1653.